# Peter Immesberger
Peter Immesberger   (Kindsbach, 18 d'abril de 1960) és un aixecador alemany que va competir sota bandera de la República Federal Alemanya durant la dècada de 1980.
El 1984 va prendre part en els Jocs Olímpics d'Estiu de Los Angeles, on fou quart en la categoria del pes semipesant del programa d'halterofília. Quatre anys més tard, als Jocs de Seül, va guanyar la medalla de bronze en la pes tres-quarts pesant.
En el seu palmarès també destaquen quatre campionats nacionals.